# Nanman

Cosmografia da dinastia Zhou. Distingue-se a civilização chinesa Huaxia, rodeada pelos Quatro Bárbaros; Dongyi no leste, Nanman no sul, Xirong no oeste e Beidi no norte.

Os Man, geralmente chamados Nanman ou Man do Sul (chinês tradicional: 南蠻) eram os habitantes autóctones das regiões que actualmente formam a China meridional, principalmente na faixa do vale do rio Iansequião. Muitos doutos acham que o nome está relacionado ao termo Sanmiao que aparece nos antigos textos chineses. Os Nanman eram formados por diversos grupos étnicos, provavelmente relcionados com os predecessores dos povos actuais Zhuang, Tai, Miao e outros grupo sino-tibetanos não chineses como o povo bai. Nunca houve uma força política a unir estes habitantes embora o estado de Chu regeu sobre a maioria da região do rio Iansequião durante a dinastia Zhou e foi influenciado de sobremodo pela cultura Man, chegando ao ponto de ser considerado pelos outros estados chineses como um reino "semi-bárbaro".
O Clássico dos Ritos descreve os estereótipos macróbios acerca dos Quatro Bárbaros que rodeavam a China. Apesar dos vários estereótipos descritos no Clássico dos Ritos, pouco se sabe acerca da sua organização hierárquica internas, das suas normas sociais e as relações sociais entre as tribos naquela altura.
Durante o período dos Três Reinos, o estado de Shu Han governou a alíquota occidental da China meridional. Após a morte do fundador de Shu Han, Liu Bei, as tribos Nanman revoltaram-se contra o reino de Shu. Porém, o chanceler de Shu Han, Zhuge Liang, liderou uma expedição bem-sucedida para esmagar a revolta.
Para o tempo da dinastia Tang, a maioria dos Hmong foram exterminados ou assimilados à civilização chinesa, exceptuando as tribos rebeldes de Yunnan, que eram lideradas pelos seis Zhao (詔). A tribo mais austral, conhecida como Mengshezhao (chinês tradicional: 蒙舍詔), uniram os seis Zhao para estabelecer o Reino de Nanzhao durante os começos do século VIII. Nanzhao pagava tributo amiúde à cabeça do distrito militar chinês, Jiannan Jiedushi (劍南節度使). Quando a dinastia Tang gradualmente declinou, os "Nanman" obtiveram mais independência mas seriam assimilados em grande escala por dinastias vindouras, especialmente pela Yuan e as que a sucederam. Contudo, alguns dos sobreviventes de Nanzhou mantiveram as suas raízes culturais e levaram-nas para sul, para a região do actual Laos, Tailândia e Miamar.